# Cópia

O Vii, uma cópia chinesa do console Nintendo Wii original.

A cópia é a duplicação de informações ou um artefato com base em uma instância dessa informação ou artefato, e não usando o processo que originalmente o gerou. Com formas analógicas de informação, a cópia só é possível com um grau limitado de precisão, que depende da qualidade do equipamento utilizado e da habilidade do operador. Há alguma inevitável perda de geração, deterioração e acúmulo de "ruído" (pequenas alterações aleatórias) do original para a cópia quando as cópias são feitas. Essa deterioração se acumula a cada geração. Com formas digitais de informação, a cópia é perfeita. Copiar e colar é frequentemente usado por um usuário de computador quando ele seleciona e copia uma área de texto ou conteúdo.

## Na arte
Nas artes visuais, copiar as obras dos mestres é uma maneira padrão de os alunos aprenderem a pintar e esculpir. Frequentemente, os artistas usarão o termo depois para creditar o artista original no título da cópia, independentemente de quão semelhantes as duas obras pareçam. Na escultura, as cópias costumam ser feitas usando dispositivos como a máquina apontadora, o pantógrafo ou, mais recentemente, sistemas de roteadores guiados por computador que escaneiam um modelo e podem produzi-lo em uma variedade de materiais e em qualquer tamanho desejado. Outra forma de copiar obras tridimensionais é por fundição de cera perdida e outras formas de moldagem e fundição.

## Cópias digitais
O mesmo princípio é aplicado digitalmente, em dispositivos como o disco rígido, mas de uma forma diferente. Os dados magnetizados no disco consistem em 1s e 0s. Ao contrário do DNA, ele possui apenas dois tipos de informação, ao invés de quatro tipos, porém, ainda possui um conceito polar de transferência. Nesse caso, o cabeçote de leitura e gravação atua como intermediário. Uma seção de dados com leitura "1" só pode acionar um tipo de resposta e "0" para o outro. Essas respostas da leitura são convertidas em uma forma elétrica que é transportada pelos circuitos. Embora este possa ser posteriormente convertido e processado para outras formas de utilização dos dados, que podem ser modificados, se um arquivo estava sendo copiado de um disco rígido para outro, o princípio garante que os dados sejam transferidos com alta fidelidade, pois somente cada tipo de sinal só pode acionar um tipo de gravação de dados, neste caso, 1 ou 0. Isso exclui exceções em que os dados foram gravados incorretamente ou os dados existentes foram corrompidos enquanto no disco, de modo que nenhuma distinção pode ser feita, mas geralmente o disco rígido retorna a área como ilegível. O outro conceito de que usar a cópia digital é a cópia do site, a cópia digital tem mais interpretação do que apenas o conceito básico de leitura e gravação em disco. 